# Nelsonville (Nowy Jork)
Nelsonville – wieś w Stanach Zjednoczonych, w stanie Nowy Jork, w hrabstwie Putnam.